# Cerro Colorado
Cerro Colorado és una localitat de l'Uruguai, ubicada a l'est del departament de Florida. Té una població aproximada de 2.056 habitants, segons les dades del cens del 2004.
Es troba a 213 metres sobre el nivell del mar.
| 1963 | 1975 | 1985  | 1996  |
| ---- | ---- | ----- | ----- |
| 593  | 906  | 1.092 | 1.170 |